# Strażnica WOP Lubawka
Strażnica Wojsk Ochrony Pogranicza Liebau/Lubawka – nieistniejący obecnie pododdział Wojsk Ochrony Pogranicza pełniący służbę graniczną na granicy polsko-czechosłowackiej.
Strażnica Straży Granicznej w Lubawce – nieistniejąca obecnie graniczna jednostka organizacyjna Straży Granicznej realizująca zadania bezpośrednio w ochronie granicy państwowej z Czechosłowacją/Republiką Czeską.

## Formowanie i zmiany organizacyjne
Strażnica została sformowana w 1945 w strukturze 53 komendy odcinka jako 248 strażnica WOP (Liebau) o stanie 56 żołnierzy. Kierownictwo strażnicy stanowili: komendant strażnicy, zastępca komendanta do spraw polityczno-wychowawczych i zastępca do spraw zwiadu. Strażnica składała się z dwóch drużyn strzeleckich, drużyny fizylierów, drużyny łączności i gospodarczej. Etat przewidywał także instruktora do tresury psów służbowych oraz instruktora sanitarnego.
W związku z reorganizacją oddziałów WOP, 24 kwietnia 1948 248 strażnica OP Lubawka została włączona w struktury 81 batalionu Ochrony Pogranicza, a 1 stycznia 1951 54 batalionu WOP w Wałbrzychu. Od 15 marca 1954 wprowadzono nową numerację strażnic, a strażnica WOP Lubawka otrzymała nr 261 w skali kraju. W 1956 rozpoczęto numerowanie strażnic na poziomie brygady. Strażnica I kategorii Lubawka była 25. w 5 Brygadzie Wojsk Ochrony Pogranicza. W 1960, po kolejnej zmianie numeracji, strażnica posiadała numer 2 i zakwalifikowana była do kategorii II w 8 Sudeckiej Brygadzie WOP . W 1964 strażnica WOP nr 2 lądowa Lubawka zaliczona była do II kategorii.
W 1976, po reformie administracyjnej kraju i powołaniu nowych województw, w struktury batalionu górskiego WOP Szklarska Poręba włączona została strażnica WOP Lubawka.
W 1976 batalion zabezpieczał łączność telefoniczną. Linia zamontowana była na siedmiometrowych słupach pomiędzy batalionem a strażnicą. Słupy telefoniczne zdemontowane zostały w latach 80. Wojsko wydzierżawiło łącza telefoniczne od Telekomunikacji Polskiej i nie było potrzeby utrzymywania własnej łączności. Niezależnie od sieci łączności batalionu ze strażnicami, istniała sieć łącząca strażnicę z terenem, który jej podlegał. Sieć poprowadzona była wzdłuż pasa drogi granicznej. Jeśli żołnierz podczas służby chciał się połączyć ze strażnicą, rozkręcał złączki na drutach, przyczepiał krokodylki do drutów, kręcił korbką, aparatu telefonicznego, który nosił przy sobie. W tym czasie w strażnicy spadały klapki, a dyżurny wsadzał sznur do gniazdka centrali telefonicznej CB-20. Gdy obaj wykonali te czynności, mogli zacząć rozmowę. Wymóg był taki, że na styku z sąsiednią strażnicą element służby granicznej musiał się połączyć z dyżurnym–operacyjnym strażnicy (DOS) i zameldować dojście do styku, tam był niższy słup ze skrzynką telefoniczną. Batalion wyposażony był w radiotelefony ale były zbyt duże i ciężkie, by żołnierze patrolujący góry mogli je nosić ze sobą. Dyżurni–operacyjni mieli radiostacje, one też były dużych rozmiarów.
Na strażnicy były hodowane świnie, karmione resztkami jedzenia oraz funkcjonował ogródek warzywny. Taka gospodarka trwała do 1989. Potem żołnierzy ubywało, więc zaprzestano prowadzenia tej działalności. Zgodnie z normą żołnierz dziennie otrzymywał 4400 kalorii w tym dodatek górski.
Strażnica WOP Lubawka do 15 maja 1991 była w strukturach Łużyckiej Brygady Wojsk Ochrony Pogranicza.
Straż Graniczna:
15 maja 1991 po rozwiązaniu Wojsk Ochrony Pogranicza, 16 maja 1991 strażnica w Lubawce weszła w podporządkowanie Łużyckiego Oddziału Straży Granicznej w Lubaniu i przyjęła nazwę Strażnica Straży Granicznej w Lubawce (Strażnica SG w Lubawce).

## Ochrona granicy
1 stycznia 1964 na ochranianym odcinku funkcjonowały 2 przejścia graniczne małego ruchu granicznego, w których kontrolę graniczną osób, towarów oraz środków transportu wykonywała załoga strażnicy:
- Lubawka-Královec (drogowe)
- Lubawka-Kralovec (kolejowe).

W ochronie granicy dowódcy strażnicy ściśle współpracowali ze swoimi odpowiednikami tj. naczelnikami placówek OSH (Ochrana Statnich Hranic) CSRS.
Straż Graniczna:
Komendanci strażnicy współdziałali w zabezpieczeniu granicy państwowej z placówkami po stronie czeskiej cizinecké policie RCPP.

## Wydarzenia
Opis zdarzenia z lat służby przez kpt. lek. Zbigniewa Gliszczyńskiego w latach 80. XX w.:
[...] Zdarzały się samobójstwa. Kiedyś ściągnięto mnie z dyżuru w szpitalu, żeby pojechać do Lubawki, gdzie żołnierz zastrzelił się z kałasznikowa. Skrzyżował dwa drzewa, zaczepił o nie karabin – chyba palcem u nogi – pociągnął za spust.
Straż Graniczna:
- 1992 – otrzymano na wyposażenie samochody Land Rover Defender I 110, skutery śnieżne, z czasem czterokołowce. To była nowa, wyższa jakość po GAZ-69 i UAZ 469 oraz skuterach śnieżnych Buran, które spalały dużą ilość paliwa i były awaryjne. Nowe skutery Scandic były szybkie, zwrotne i wygodniejsze[14].

## Strażnice sąsiednie
- 247 strażnica WOP Albendorf ⇔ 249 strażnica WOP Hermsdorf – 1946
- 247 strażnica OP Okrzeszyn ⇔ 249 strażnica OP Niedomirów – 1950
- 3 strażnica Okrzeszyn IV kat ⇔ 1 strażnica WOP Niedomirów IV kat. – 31.12.1959
- 3 strażnica WOP lądowa IV kat. Okrzeszyn ⇔ 1 strażnica WOP lądowa III kat. Niedomirów – 1.01.1964
- Strażnica WOP Chełmsko Śląskie ⇔ Strażnica WOP Niedamirów – 1976[9]
- Strażnica WOP Chełmsko Śląskie ⇔ Strażnica WOP Niedamirów – 1990

Straż Graniczna:
- Strażnica SG w Chełmsku Śląskim ⇔ Strażnica SG w Niedamirowie – 1991[12].

## Dowódcy strażnicy
- ppor. Adam Żuk (był w 1952)
- kpt. Kazimierz Świątek (1952–1962)
- mjr Tadeusz Gała (1962–1985)
- kpt. Jerzy Morawiec (1985–1990).